# 丹尼尔·福尔兰德尔
丹尼尔·福尔兰德尔（德語：Daniel Vorländer，1867年6月11日—1941年6月8日）是一位德国化学家，直至1935年退休，他是当时已知的合成液晶最多的人。
福尔兰德尔出生于普鲁士莱茵省欧本市，他在基尔大学、慕尼黑大学、柏林洪堡大学研究化学，之后他成为哈雷-维滕贝格大学教授。
福尔兰德尔运用他的分子结构知识（特别是线性分子结构），使分子呈现晶形液体态。“多年来，福尔兰德尔和他的学生合成了数以百计的液晶化合物。一个有趣的发现是，粘糊糊的液晶就像是肥皂和肥皂状的化合物。”（出自《Soap, Science, and Flat-screen TVs: a history of liquid crystals》第48页）
福尔兰德尔曾在第一次世界大战担任志愿兵，在此期间，他获颁铁十字勋章。1941年他于哈雷逝世。